# نوردهارتس
نوردهارتس (به آلمانی: Nordharz) یک شهر در آلمان است که در هارتس واقع شده‌است. نوردهارتس ۷٬۹۳۶ نفر جمعیت دارد.